# Hemibrycon rafaelense
Hemibrycon rafaelense är en fiskart som beskrevs av Román-valencia och Arcila-mesa 2008. Hemibrycon rafaelense ingår i släktet Hemibrycon och familjen Characidae. Inga underarter finns listade i Catalogue of Life.